# SKS
SKS este o pușcă semiautomată de origine sovietică, proiectată în anul 1943 de Serghei G. Simonov, care utilizează cartușe de calibrul 7,62x39mm. Arma este cunoscută și sub denumirea de SKS-45 (în rusă Самозарядный карабин системы Симонова, 1945, însemnând carabină cu încărcare automată, sistem Simonov, model 1945). SKS este o versiune la scară mai mică a puștii antitanc sovietice PTRS-41, proiectată tot de Simonov. Pușca semiautomată a fost retrasă rapid din dotarea trupelor sovietice din prima linie în favoarea automatului AK-47, dar a rămas în dotarea trupelor aflate în rezervă. În prezent este folosită ca armă ceremonială, inclusiv în România de către Regimentul 30 Gardă „Mihai Viteazul”. SKS a fost exportată pe scară largă, fiind fabricată în unele țări aliate cu Uniunea Sovietică, precum Republica Democrată Germania, România, Iugoslavia, Albania, China, Vietnam și Coreea de Nord. Arma este populară și pe piața civilă. SKS a fost printre primele arme care au utilizat cartușul 7,62x39mm M43, folosit ulterior de către AK-47. În România, pușca SKS era denumită Model 1956, fiind produsă la Cugir între anii 1957 și 1962.